# Cinclode à ventre blanc
Cinclodes palliatus
Espèce
Synonymes
- Cillurus palliatus Tschudi, 1844
(protonyme)

Statut de conservation UICN

 CR C2a(i) : 
En danger critique
Le Cinclode à ventre blanc (Cinclodes palliatus) est une espèce de passereaux de la famille des Furnariidae. Il a été décrit par Johann Jakob von Tschudi en 1844.

## Répartition
Le Cinclode à ventre blanc vit dans les pentes rocheuses des rivières de la Puna, dans les Andes, entre 4 400 et 5 000 m d'altitude au nord et au centre du Pérou.

## Menaces
Le Cinclode à ventre blanc est menacé d'extinction mais la population reste stable.

## Étymologie
Son nom vient du grec kinklos = sorte d'oiseau, du suffixe -odes = excès, ressemblance proche, du latin palliatus = couvert d’un manteau.